# Червен аполон
Червен аполон (Parnassius apollo) е вид пеперуда, срещаща се и в България.

## Описание
Крилете са с размери 7,0–8,5 cm. Пеперудата е с бели криле като предните са с няколко черни петна, а задните са с двойка петна наподобяващи червени очи с черен кант и бял център.

## Разпространение
Разпространена е в Европа и Централна Азия.

## Начин на живот и хранене
Предпочита местообитания с планински характер от 500 до 2000 м. н.в. – варовикови, каменисти или скалисти сипеи, склонове и поляни. Основно хранително растение за гъсениците са видове от род Sedum.